# Adrian Schiller
Adrian Schiller (ur. 21 lutego 1964 w Londynie w Anglii, zm. 3 kwietnia 2024) – brytyjski aktor teatralny, filmowy i telewizyjny.

## Wybrana filmografia

### Filmy fabularne
- 2009: Jaśniejsza od gwiazd (Bright Star) jako Pan Taylor
- 2014: Syn Boży (Son of God) jako Józef Kajfasz
- 2014: Odrobina chaosu (A Little Chaos) jako Jean Risse
- 2015: Dziewczyna z portretu (The Danish Girl) jako Rasmussen
- 2015: Resztki (Remainder) jako dr Trevellian
- 2015: Sufrażystka (Suffragette) jako David Lloyd George

### Seriale TV
- 1996: Milczący świadek (Silent Witness) jako Colin Trafford
- 2000: Sprawa dla Frosta (A Touch of Frost) jako adwokat
- 2001: Moja rodzinka (My Family) jako Pan Lennox
- 2006: Dziesięcioro przykazań (The Ten Commandments ) jako Szemajasz
- 2007: Milczący świadek (Silent Witness) jako Peter Colvin
- 2010: Piekło pocztowe (Terry Pratchett's Going Postal) jako pan Gryle
- 2010: Być człowiekiem (Being Human) jako Hennessey
- 2010: Nowe triki (New Tricks) jako John Davies
- 2011: Doktor Who (Doctor Who) jako wujek
- 2014: Muszkieterowie (The Musketeers) jako Gontard
- 2014: Biblia jako Józef Kajfasz
- 2015: Residue jako DS 'Fat Freddy' Pierce
- 2016: Wiktoria (Victoria) jako Penge